# Els Obacs de Llimiana
Separat de la resta del terme de Llimiana, hi ha l'enclavament dels Obacs de Llimiana, de 3,52 km². Es tracta d'una mena de falca dins del terme municipal de Gavet de la Conca, entre els antics termes de Sant Salvador de Toló, a llevant, i Aransís, a ponent, amb tota la part septentrional -de nord-oest a sud-est- termenal amb Isona i Conca Dellà, en l'antic terme de Conques.
En la proposta derivada de l'informe popularment denominat Informe Roca, els Obacs de Llimiana s'havien de separar del terme de Llimiana i, juntament amb Aransís i tot l'antic terme de Sant Salvador de Toló passava a integrar el terme d'Isona i Conca Dellà, el qual, però, havia de passar a denominar-se Isona i Conca d'Orcau. La resta del terme municipal de Llimiana, amb Sant Cristòfol de la Vall, Sant Martí de Barcedana i Sant Miquel de la Vall de l'antic terme d'Aransís, havien d'entrar a formar part d'un municipi de nova creació: el de Montsec, juntament amb Castell de Mur, Llimiana i Sant Esteve de la Sarga.

## Geografia
Tot el límit de ponent, amb Aransís, està format per la Serra dels Obacs, entre el Capolat d'Aransís, de 1.139 m. alt., a l'extrem nord, i prop dels Tossalets, de 1.147 (que queden, però, fora de terme), al sud. Des d'aquest darrer lloc, el termenal baixa cap al nord-est pel barranc de la Ferreria, seguint-lo exactament, fins que arriba a 325 m de la Venta del Jaumet, a 660 m. alt., on emprèn cap al nord-oest sense seguir cap accident orogràfic, fins a arribar, a 710 m. alt., a la Masia de Pijolan, que queda dins del terme de Llimiana. D'aquí, cap al sud-oest, de dret cap al Capolat d'Aransís.
Es tracta d'una vall sencera i de la meitat d'una altra, dels barrancs que baixen de la serra dels Obacs cap al riu de Conques: la vall del barranc de Menal i la meitat occidental de la del barranc de la Ferreria. Tot el territori és un coster que baixa dels més de 1.100 metres de la serra fins als 600-700 de la zona limítrofa amb Conques. La part més meridional està formada per l'Obac de la Ferreria, i la resta és la que dona nom a l'enclavament: els Obacs de Llimiana.

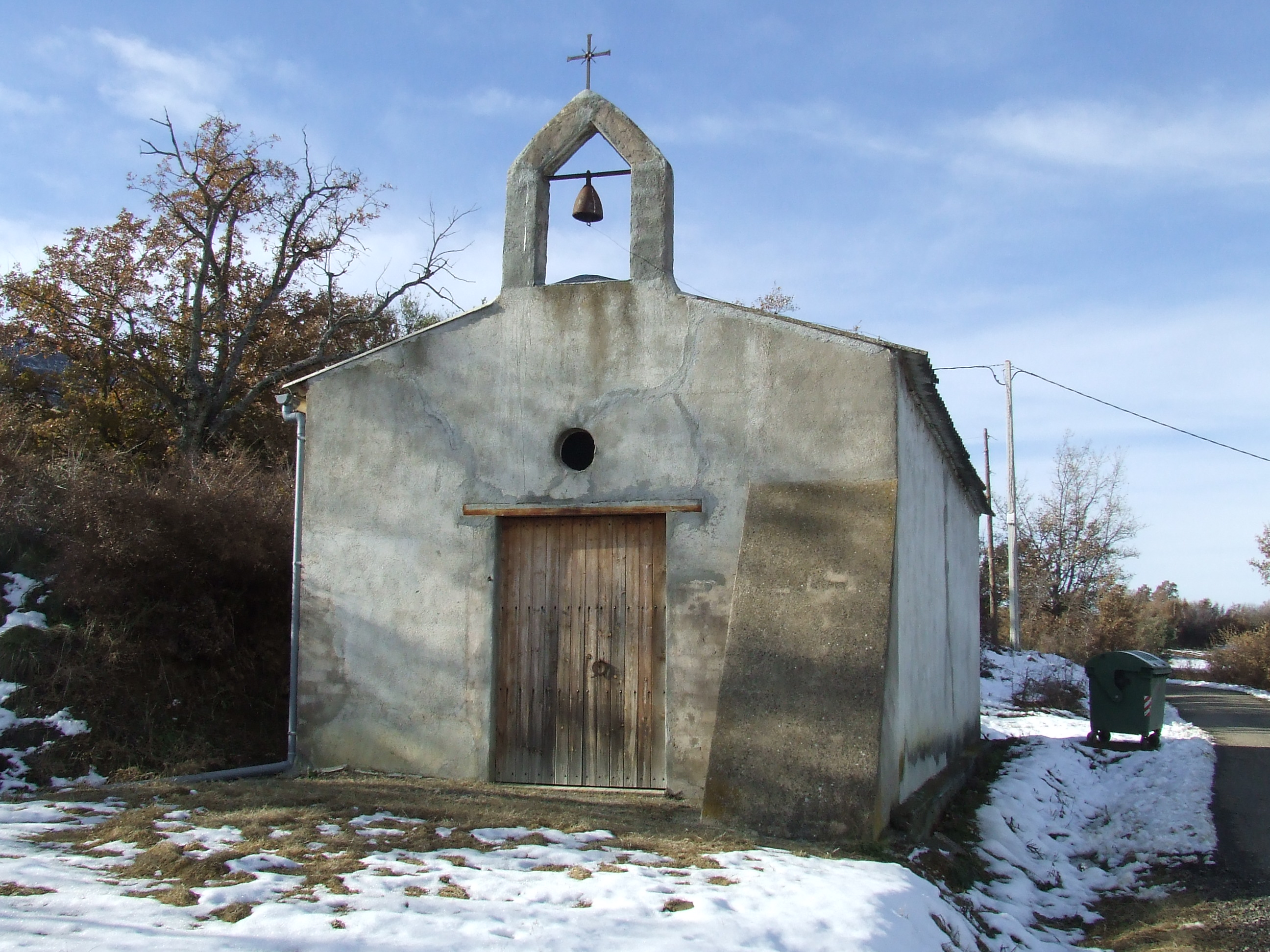
L'església de sant Urbà, amb un fragment d'obús fent de campana

### Masies
A l'extrem nord-est de l'enclavament hi ha l'agrupació de masies més important, que pren el nom de l'enclavament. L'església de Sant Urbà, el cementiri, i les masies de Casa Morreres, el Xalet del Morreres, la Casa Vella de Morreres, Cal Roi, Cal Xato, Cal Jaumillor, Cal Simó, Cal Toni, Cal Paner, Cal Bosquet, i ja més cap al nord-oest, Cal Menal i la Masia de Pijolan.
En aquest lloc, a ponent de la major part d'aquestes masies, es troba el petit nucli que havia fet de centre de la caseria: Cal Roi, amb les escoles velles i les ruïnes, totalment colgades de terra i irreconeixibles, de l'església antiga de sant Urbà.

## Història
Els Obacs de Llimiana apareix referenciat al Diccionario geográfico... de Pascual Madoz Té un article propi, Obachs, molt breu, on només diu que el componen 10 cases separades les unes de les altres. Dins de l'article dedicat a tot l'ajuntament de Llimiana repeteix exactament la mateixa informació.
Vers 1900, a l'obra de Ceferí Rocafort i Francesc Carreras i Candi, els Obacs de Llimiana apareix amb 17 edificis i 39 ànimes. Actualment té 25 habitants.
A la darrera guerra civil, als Obacs de Llimiana es desenvoluparen fortíssims combats, que arribaren sovint al cos a cos i casa per casa. Les tropes insurrectes contra la República, també anomenades franquistes, o nacionals per elles mateixes, pertanyents a l'exèrcit de Navarra, a les ordres del general Solchaga, tenien establerta una línia de front que, venint del sud, començava al Pas de l'Hostal Roig, a la serra del Montsec de Rúbies, passava per l'Hostal Roig, tenia posicions a la Serra de la Campaneta, però mantenia la línia principal a la Serra dels Obacs i pels Capbloncs i Figuerola d'Orcau anava cap a Basturs i la munyanya de Sant Corneli.
L'exèrcit de la República es mantenia en una línia més o menys paral·lela que anava del santuari de Bonrepòs i la Serra del Cucuc a Isona, per la dreta del riu de Conques i Sant Romà d'Abella i Abella de la Conca. Això feu que tota la zona intermèdia fos, durant vuit llargs mesos, escenari de constants combats entre els dos exèrcits enfrontats.
Els Obacs de Llimiana visqueren de ple aquestes lluites, i sovint reberen les sòrdides repercussions de la guerra: absents els homes, que estaven lluitant (la majoria en el bàndol republicà), a les masies romangueren les dones, els nens i nenes i els avis. Testimonis vius, que en aquell moment eren infants, n'expliquen de tots colors: excessos dels soldats, assassinats, violacions, vexacions, fugides a amagatalls a la muntanya... La memòria popular sap de morts enterrats en diferents llocs de l'entorn, de bombes trobades, esclatades i sense esclatar (un fragment d'obús fou reaprofitat per a campana, com es pot veure a la fotografia), etcètera.